# Біїш
«Біїш» (башк. Бейеш) — відома історична башкирська народна пісня узун-кюй.

## Історія
Пісню «Біїш» вперше записав О. С. Ключарьов 1933 року від жителя с. Темясово Баймакского району БАРСР А. Карімова. Вперше опублікована в збірці «Башкорт халк йырдары».
Різні варіанти пісні записали Ф. Х. Камаєв, Л. М. Лебединський, К. Ю. Рахімов, інструментальні варіанти — С. Т. Рибаков і опублікував у своїй книзі «Музика і пісні уральських мусульман з нарисом їх побуту».

## Опис
У пісні описано батира Біїша, який боровся за свої права і переховувався від переслідування владою.
Згідно з легендою, в середині 19 століття, коли башкири були переведені з цивільного у військовий стан, вони брали участь у війнах і походах Росії, будували оборонні споруди і облаштовували міста, виконували державні і губернські земські повинності. Не маючи бажання нести тягар військової повинності, башкири залишали місце служби. Біїш і його соратники й були такими солдатами-втікачами. Щоб їх упіймати, формувалися спеціальні загони, але Біїш з товаришами Абубакіром Абдаковим, Кунакбаєм Абдрахімовим, Рахматуллою Бараковим, Курманом Ільбаковим, Кутлушою Мурзагуловим були невловимими протягом 10 років — від 1838 до 1848 року. Біїш діяв у Бурзянській, Там'янській волостях, в районі Кагинського і Авзяно-Петровських заводів Верхньоуральського повіту. 1848 року загін Скорятинова напав на слід Біїша і після сутичок Біїш і його прихильники потрапили в полон. За упіймання Біїша справника Скорятинова нагороджено орденом св. Володимира IV ступеня.
Пісні властиві світла мажорність, мелодійність, акцентована ритміка. За сюжетом близька до пісень про Салавата Юлаєва.

## Виконавці
Пісня була в репертуарі співаків І. І. Дільмухаметова, Р. Р. Карабулатов, А. С. Шаймуратова.

## Використання мелодії
Обробки пісні «Біїш» здійснювали Ключарьов, Р. А. Муртазін, Рахімов для голосу та симфонічного оркестру, С. Г. Шагіахметова для голосу і флейти.
Мелодію пісні використано в балетах «Гірська бувальщина» О. С. Ключарьова, «Гульназіра», «Журавлина пісня», в опері «Айһылыу» («Айхилу») М. І. Пейко.

## Слова пісні (башкирською мовою)
Аҡ ҡуянҡайҙарҙан тун тектерҙем, 

Тышҡынайын ниҙән тышлайым? 

Йәйгелеген бында, ай, йәйләнем, 

Ҡышҡынайын ҡайҙа ҡышлайым? 

Елә лә генә елә берәү килә

Арҡаларҙан йоморо юл менән. 

Күрмәнеләр мине, ай, күҙ менән, 

Тик һөйләйҙәр шелтәле һүҙ менән. 

Күк ат ҡына ектем, ай, тәртәгә, 

Ҡалғандары ҡалды кәртәлә, 

Уңлы ғына һуллы ҡашым тарта, 

Ниҙәр булыр икән иртәгә? 

Ирәндеккәй буйы, ай, күк таштыр, 

Кемгә төйәк түгел ул таштар. 

Ҡурҡыуҙы ла белмәй ҡыйыу йөрөнөк, 

Ни күрһә лә күрер был баштар. 